# New York University School of Law
A New York University School of Law comumente chamada de NYU Law, é uma faculdade de direito da Universidade de Nova Iorque, sendo a mais antiga faculdade de direito da cidade de Nova Iorque, nos Estados Unidos. Estabelecida em 1835, ela oferece os diplomas de Juris Doctor (J.D.), Master of Laws (L.L.M.) e Doctor of Laws (J.S.D.). Está localizada no Greenwich Village, no sul de Manhattan.
A NYU Law é considerada uma das mais prestigiadas e seletivas faculdades de direito dos Estados Unidos. De acordo com o ranking da revista U.S. News & World Report, ela é atualmente a sexta colocada no ranking geral e tem sido considerada por diversas fontes, como uma das melhores escolas de direito dos Estados Unidos, nas áreas de Direito Internacional e Direito Tributário. Além disso, é considerada uma das cinco melhores faculdades de direito do mundo segundo o ranking internacional QS World University Rankings.

## Ligação externa
- «Sítio oficial» (em inglês)